# Norra Savolax
 Norra Savolax (finsk  Pohjois-Savon maakunta) er et landskab og en sekundærkommune i det sydøstlige Finland. 
Norra Savolax består af 19 kommuner, der tilsammen havde næsten 248.014 indbyggere i (30.6. 2024). Kuopio er landskabets hovedby. 

## Nabolandskaber
Norra Savolax  grænser i øst op til Norra Karelen, nordøst til Kajanaland, i nordvest til Norra Österbotten, i vest til Mellersta Finland og i syd til Södra Savolax. 

## Regionen Østfinland
Norra Savolax hører administrativt under Østfinlands regionsforvaltning. Det samme gør landskaberne Södra Savolax og Norra Karelen.
Som resten af Sydøstfinland så hører Norra Savolax under Östra Finlands militärlän.

## Kommuner
Norra Savolax består af 19 kommuner. De syv byer (städer) er skrevet med fed skrift. 
| - Idensalmi - Joroinen¨ - Kaavi - Keitele - Kiuruvesi - Kuopio - Lapinlax - Leppävirta | - Pielavesi - Rautalampi - Rautavaara - Siilinjärvi - Sonkajärvi | - Suonenjoki - Tervo - Tuusniemi - Varkaus - Vesanto - Vieremä |

- Wikimedia Commons har flere filer relateret til Norra Savolax

63°N 27°Ø / 63°N 27°Ø